# Death Letter
«Death Letter», или «Death Letter Blues» — это песня музыканта Сона Хауса. В этой песне Хаус использовал наработки из более ранней записи «My Black Mama, Part 2» 1930 года. При записи в 1965 году Хаус использовал металлическую гитару-резонатор National с медным слайдом.

## Текст
Песня рассказывает о мужчине, которому рано утром приходит письмо, сообщающее ему о смерти его возлюбленной. Он посещает её похороны и приходит домой.
Текст Хауса берёт начало в традиционных источниках. Некоторые блюзмены записывали родственные песни, например Ледбелли («Death Letter Blues»), Ишман Брейси («Trouble Hearted Blues»), Ида Кокс («Death Letter Blues»), Роберт Вилкинс («Nashville Stonewall») и Слепой Вилли Мактелл («On the Cooling Board»).

## Кавер-версии
«Death Letter» была записана многими известными музыкантами, например the Blues Band, Grateful Dead, Джон Мелленкамп, Крис Томас Кинг, Дэвид Йохансен, Тони Макфи, the Derek Trucks Band, the White Stripes, The Tallest Man on Earth, The Krewmen и the Growl. The White Stripes исполнили часть этой песни на 46-й церемонии «Грэмми» в 2004 году. Эту песню исполнила канадская панк-рок группа Eamon McGrath & the Wild Dogs. Также кавер этой песни использовался в качестве саундтрека к хоррор-фильму 2005 года Ключ от всех дверей. Кавер-версии также записывали и другие музыканты, например Диаманда Гала́с, Кассандра Уилсон, Джеймс Блад Улмер, Preacher Boy, Джеймс Р Купер, Gov’t Mule, Charlie Pickett and the MC3 (In the Wilderness LP), и Джеф Малдур. Также эту песню записала группа Hitman Blues Band в стиле, напоминающем «Billie Jean» на их релизе 2008 года «Pale Rider».